# 焚月
《焚月》為台灣漫畫家林青慧的中國風少女漫畫，在《夢夢少女漫畫月刊》連載，單行本全五集。
結構遠大於《花縴》，是林青慧挑戰自我極限的作品。亦改編為小說，由小說作家尹晨伊改編。
《焚月》5獲得第四屆金龙奖动漫榜中榜的「2007港澳台年度最佳漫畫單行本」獎項。

## 故事簡介
段府為了替段程楓沖喜而向月府提親，被姊姊們欺負的么女月書嬋變成了成親對象。聽聞段府公子是「鬼」（姐姐們戲弄謊稱的），書嬋想躲起來不被發現，卻邂逅了易府的易向函，三人因此結下了不解之緣。

## 角色介紹
月書嬋(前世)／慕雨瞳(轉世)
月府千金，以沖喜之名入嫁段府。雨瞳是諺丞父母所領養的。
書嬋為前世，雨瞳為再世。
段程楓(前世)／唐維謙(轉世)
學仕府的公子
蔚畫藍(前世)/魏梓櫻(轉世)
愛著程楓的蔚畫藍，尚書府的千金
易向涵(前世)/慕諺丞(轉世)
月書嬋義兄，慕雨瞳哥哥
雁平公主(前世)/柳霏霏(轉世)
是貴妃的女兒。
雁平母親與程楓母親乃是姊妹。
易向言(前世)/柳皜集(轉世)
喜歡蔚畫藍。
霏霏的哥哥。諺丞好友，後因霏霏而產生磨擦。

## 單行本
1. EAN 4710614376670
2. EAN 4710614376687
3. EAN 4710614376694
4. EAN 4710614376700
5. EAN 4710614376717

## 外部連結
- （繁體中文） 尖端漫畫-焚月集數列表
- （繁體中文） 尖端漫畫-焚月線上試閱 （页面存档备份，存于）
- （繁體中文） 焚月小說1 （页面存档备份，存于）、焚月小說2 （页面存档备份，存于）